# فانتوم (فلم 2013)
فيلم فانتوم (بالإنجليزية: Phantom) هو فيلم إثارة غواصات أمريكي صدر عام 2013، ويحكي عن غواصة سوفييتية خلال الحرب الباردة في الستينيات. كتب تود روبنسون الفيلم وأخرجه. بطولة إيد هاريس، ديفيد دوشوفني وويليام فيشتنر. يروي الفيلم قصة قائد غواصة في البحرية السوفيتية يحاول منع الحرب. يعتمد الفيلم بشكل فضفاض على الأحداث الحقيقية التي تتعلق بغرق الغواصة K-129 عام 1968.

## القصة
يبدا الفيلم بعبارة حول خطورة القصة التي يتحدث عنها الفيلم
"إذا كانت أزمة الصواريخ الكوبية قد وضعت الوالايات المتحدة والاتحاد السوفييتي على بعد بعد امتار من حرب نووية. فإن الاختفاء المفاجئ لغواصة الصواريخ الباليستية السوفييتية في مايو 1968 جعل العالم على بعد ستنيمترات منها ... (كينيث سيويل ، الحرب الباردة، مؤرخ ومؤلف
الكابتن دميتري "ديمي" زوبوف هو كابتن مخضرم في البحرية السوفيتية أنهى مهنة فشلت في الارتقاء إلى مستوى إرث والده الأسطوري. لقد تم تكليفه من قبل ماركوف بقيادة مهمة سرية للغاية وأعطي قيادة سفينته القديمة. ونتيجة للأخطاء التي ارتكبها أثناء خدمته، والتي تضمنت وفاة ستة من أفراد طاقمه السابقين في حادث تصادم وحريق، ستكون هذه مهمته الأخيرة وفرصته الوحيدة لقيادة أي سفينة على الإطلاق. يقاطع ديمي حفلة تضم طاقمه، بما في ذلك أليكس كوزلوف، مديره التنفيذي الصاعد الذي يتجه نحو النجاح الكبير. ومع ذلك، عندما يغادر ديمي منزله ليقود أليكس وطاقمه في مهمة سرية، فإن وجود فرقة من المخابرات السوفيتية بقيادة العميل بروني، والعلامات المشؤومة، تبدأ في تغيير أهداف المهمة، مما يتسبب في قلق ديمي وكوزلوف. علاوة على ذلك، انتحر ماركوف على نافذة مكتبه بينما كان يشاهد الغواصة تغادر.
يشعر ديمي وكوزلوف بالحذر من بروني ورجاله وسرعان ما يكتشفان مهمته: استخدام جهاز يُعرف باسم "فانتوم" لتغيير التوقيع الصوتي لسفينتهم لجعلها تبدو وكأنها سفينة تجارية مدنية، أو عدد من السفن الأخرى. بعد العرض التوضيحي، يسأل ديمي بروني عن الجهاز وأهداف المهمة. وبعد فترة وجيزة، قام رجال بروني بتهديد ديمي بالسلاح. يكشف بروني في النهاية لديمي أنه ورفاقه هم عملاء مارقون (بالإنجليزية: rogue operatives) وليسوا هنا تحت أوامر الحكومة السوفيتية. ويبين له أن الجيش الأمريكي قد بدأ برنامج سري يسمى "النجم المظلم" والذي سيجعل الولايات المتحدة غير قابلة للتعرض للأسلحة النووية للاتحاد السوفييتي، وهو وزملاءه يخشون على سلامة وطنهم إذا أصبح رادعه النووي عديم الفائدة. وتتمثل خطتهم في بدء حرب نووية بين الولايات المتحدة والصين من خلال تمويه السفينة على أنها سفينة صينية وإطلاق صاروخ نووي على الأسطول الأمريكي في المحيط الهادئ قبالة جزر ميدواي. بعد أن يرفض ديمي التعاون، يتم أخذه هو والموالين له وحبسهم في السفينة، حيث يشرح ديمي إخفاقاته السابقة ويشرح كيف بدأ يعاني من النوبات وصدمات الدماغ بعد إصابته بارتجاج في الدماغ بسبب الاصطدام المشؤوم لغواصته مع غواصة ماركوف.
يخطط ديمي وكوزلوف وطاقم السفينة المخلص وينفذون خطة تؤدي في النهاية إلى استعادة السفينة وتنبيه غواصة سوفييتية أخرى بأنهم في محنة. يحاول اثنان آخران من أفراد الطاقم، تيرتوف وساشا، تعطيل الصاروخ. ونجحوا في تعطيل الرأس الحربي، رغم إطلاق الصاروخ. في نهاية المطاف، ينشب قتال على متن السفينة، مما يؤدي إلى مقتل العديد من أفراد طاقم ديمي ورجال بروني. سرعان ما تعرضت الغواصة لأضرار بالغة بسبب طوربيدات من الغواصة السوفيتية الأخرى وغرقت في قاع المحيط. يبدأ الطاقم باستنشاق أبخرة غاز الكلور السام الناتج عن خليط مياه البحر وحمض البطارية، حيث يتم إرسال أليكس في محاولة إنقاذ للطاقم المتبقي. يشرح بروني لديمي أنه كان على متن السفينة عندما اندلع الحريق وأنه الرجل الذي أمره ديمي بإيقاع الرجال في الفخ، مما أدى إلى وفاتهم.
اخيراً تم العثور على الغواصة ويظهر باقي الطاقم، بما في ذلك ديمي ورجاله، واقفين على سطح السفينة. ومن الرصيف القريب، تشيد زوجة ديمي وابنته بأفعاله بينما يقوم أليكس، الذي أصبح الآن قائد، بتحية الغواصة، وتقديم الاحترام لضابطه القائد السابق. ثم يتبين أن ديمي ورجاله، الذين يراقبون من سطح الغواصة، هم أشباح، يراقبون من الحياة الآخرة.

## الشخصيات
- إد هاريس في دور الكابتن دميتري "ديمي" زوبوف، قائد فرقة K-129
- ديفيد دوشوفني في دور عميلة المخابرات السوفيتية بروني
- ويليام فيشتنر في دور القائد أليكس كوزلوف، XO للغواصة K-129
- لانس هنريكسن في دور العميد فلاديمير ماركوف
- جوناثون شاش في دور الملازم بافلوف، المفوض السياسي للغواصة K-129
- جيسون بيجي في دور الدكتور سيماك، كبير المسؤولين الطبيين في K-129
- شون باتريك فلانري في دور الملازم تيرتوف، ضابط الصواريخ في فرقة كيه-129
- جيسون جراي ستانفورد في دور الملازم ساشا، كبير مهندسي K-129
- جوليان آدامز في دور الملازم بافينود، ملاح الغواصة K-129
- ديريك ماجيار في دور عميل KGB غارين
- داجمارا دومينشيك في دور صوفي زوبوف

## الموسيقى التصويرية
تم إصدار الموسيقى التصويرية لفيلم فانتوم في 26 فبراير 2013، بالتعاون بين جيف رونا وناثان رايتنور.

## الاستقبال
تلقى الفيلم مراجعات سلبية من النقاد، حيث حصل حاليًا على تصنيف 25% على موقع روتن توميتوز، بالاستناد إلى أكثر من 53 مراجعة، مع الإجماع: "يبذل طاقم الممثلين المتميزين ما في وسعهم لرفع مستوى المادة، لكن سيناريو ' فانتوم أخرق للغاية ويفتقر إلى التوتر بحيث لا يمكن مقارنته بأفلامه السابقة ذات الطابع الموضوعي". أعطى ريتشارد روبر الفيلم 2/4 وأشاد بأداء هاريس بينما انتقد الفيلم من حوله بقوله: "قدم هاريس أداء يستحق الترشيح في فيلم بعنوان عابر، ووفرة من اللقطات القريبة التي تثير الضحك غير المقصود، وبعض اللمسات الخارقة للطبيعة الغريبة وواحدة من أكثر النهايات غرابة في الذاكرة الحديثة." انتقدت صحيفة نيويورك تايمز الفيلم ووصفته بأنه "عواء الحرب الباردة" و "قصة من الرتابة التي لا تُغتفر." منحت صحيفة يو إس إيه توداي الفيلم 2/4 نجوم، واصفة إياه بأنه "فيلم إثارة ثقيل". وصفت الإذاعة الوطنية العامة الفيلم بأنه "قابل للتنبؤ بأحداثه predictable".

## انظر ايضا
- الغواصة K-129
- مشروع أزوريان
- أزمة صواريخ كوبا
- إكس مين: فيرست كلاس

## روابط خارجية
- الموقع الرسمي
- Phantom  في قاعدة بيانات الأفلام على الإنترنت (بالإنجليزية)
- Phantom في روتن توميتوز.
- Sub thriller filmed at Maritime Museum